# Destroy All Humans! 2: Reprobed
Destroy All Humans! 2: Reprobed est un jeu vidéo d'action-aventure en monde ouvert développé par Black Forest Games et édité par THQ Nordic. Il s'agit du sixième épisode de la franchise Destroy All Humans! et est un remake du jeu original de 2006.

## Histoire
Situé dans les années 1960, le jeu se déroule dix ans après les événements du premier jeu. Cette fois, Crypto est de retour pour se venger du KGB pour avoir fait exploser le vaisseau-mère Furon. 

## Système de jeu
Destroy All Humans! 2: Reprobed est joué du point de vue à la troisième personne. C'est un jeu d'action-aventure qui implique à la fois des éléments de tir et de furtivité. Au fur et à mesure que le joueur progresse dans le jeu, de nouvelles armes, de nouvelles capacités, de meilleures statistiques et l'accès à de nouveaux véhicules sont déverrouillés. Le jeu se déroule dans cinq endroits différents : Bay City, Albion, Takoshima, Tunguska et la base lunaire Solaris (dont certaines sont des parodies de lieux réels tels que San Francisco, Londres et Tokyo). Plusieurs de ces emplacements ont été agrandis par rapport au jeu original, ajoutant de nouvelles zones à explorer.
La campagne du jeu est entièrement jouable en solo et en coopération locale grâce à l'écran partagé à deux joueurs.

## Sortie
Destroy All Humans! 2: Reprobed est sorti sur Microsoft Windows, PlayStation 5 et Xbox Series X/S le 30 août 2022,. Le jeu est sortie avec une édition physique collector, intitulée Second Coming Edition, limitée à 3 700 exemplaires.

## Accueil
IGN a donné au jeu la note de 6/10, écrivant que "Destroy All Humans! 2: Reprobed fait un excellent travail en tant un remake du jeu original de 2006 pour qu'il ressemble à un jeu moderne, mais ce jeu était une suite assez peu ambitieuse qui n'a pas fait grand-chose pour évoluer son gameplay... dans l'ensemble, c'est le même hommage des films B de science-fiction sans beaucoup de nouvelles idées époustouflantes." 